# Svetlana Krivelyova
Svietlana Vladimirovna Krivieljova (en russe : Светлана Владимировна Кривелёва), née le 13 juin 1969 à Briansk, est une athlète russe, lanceuse de poids.
Les points forts de sa longue carrière ont été sa médaille d'or aux Jeux olympiques de Barcelone où elle représentait l'Équipe unifiée, y battant la championne du monde Huang Zhihong et le titre mondial en 2003.
En 2004, Svietlana Krivieljova devint championne du monde en salle après la disqualification de l'ukrainienne Vita Pavlysh pour dopage. Bien que numéro un mondiale cette année-là, Svietlana Krivieljova ne termina que quatrième des Jeux olympiques d'Athènes. Elle obtint néanmoins la médaille de bronze lorsque sa compatriote Irina Korzhanenko fut contrôlée positive au Stanozolol et déchue de son titre. En 2012, le CIO lui retire sa médaille de bronze à la suite de nouvelles analyses de ses tests antidopage montrant que ceux-ci étaient positifs aux stéroïdes.

## Palmarès

### Jeux olympiques
- Jeux olympiques de 1992 à Barcelone ( Espagne)
  -  Médaille d'or au lancer du poids

### Championnats du monde d'athlétisme
- Championnats du monde d'athlétisme de 1991 à Tokyo ( Japon)
  -  Médaille de bronze au lancer du poids
- Championnats du monde d'athlétisme de 1993 à Stuttgart ( Allemagne)
  -  Médaille d'argent au lancer du poids
- Championnats du monde d'athlétisme de 1999 à Séville ( Espagne)
  -  Médaille de bronze au lancer du poids
- Championnats du monde d'athlétisme de 2003 à Paris ( France)
  -  Médaille d'or au lancer du poids

### Championnats du monde d'athlétisme en salle
- Championnats du monde d'athlétisme en salle de 2001 à Lisbonne ( Portugal)
  -  Médaille de bronze au lancer du poids
- Championnats du monde d'athlétisme en salle de 2004 à Budapest ( Hongrie)
  -  Médaille d'or au lancer du poids

### Championnats d'Europe d'athlétisme
- Championnats d'Europe d'athlétisme de 2002 à Munich ( Allemagne)
  -  Médaille de bronze au lancer du poids